# Église de l'Assomption de Bossòst
Pour les articles homonymes, voir Église de l'Assomption.
L’église de l'Assomption (Mair de Diu dera purificacion ou Glèisa dera Assompcion de Maria en gascon aranais) est une église romane située dans les Pyrénées à Bossòst, commune espagnole du Val d'Aran.

## Historique
L’église de Bossòst est une église du XIIe siècle.
Elle est inscrite comme Bé Cultural d'Interès Local (BCIL) à l'inventaire du Patrimoine Culturel catalan sous la référence IPA-1406.

## Architecture
L'église, bâtie en pierre de taille et couverte d'ardoises, est surtout remarquable pour la présence de deux portails (un au nord et un au sud) ainsi que d'un clocher et d'un chevet de style roman lombard. Ses maçonneries sont percées de nombreux trous de boulin (trous destinés à ancrer les échafaudages).

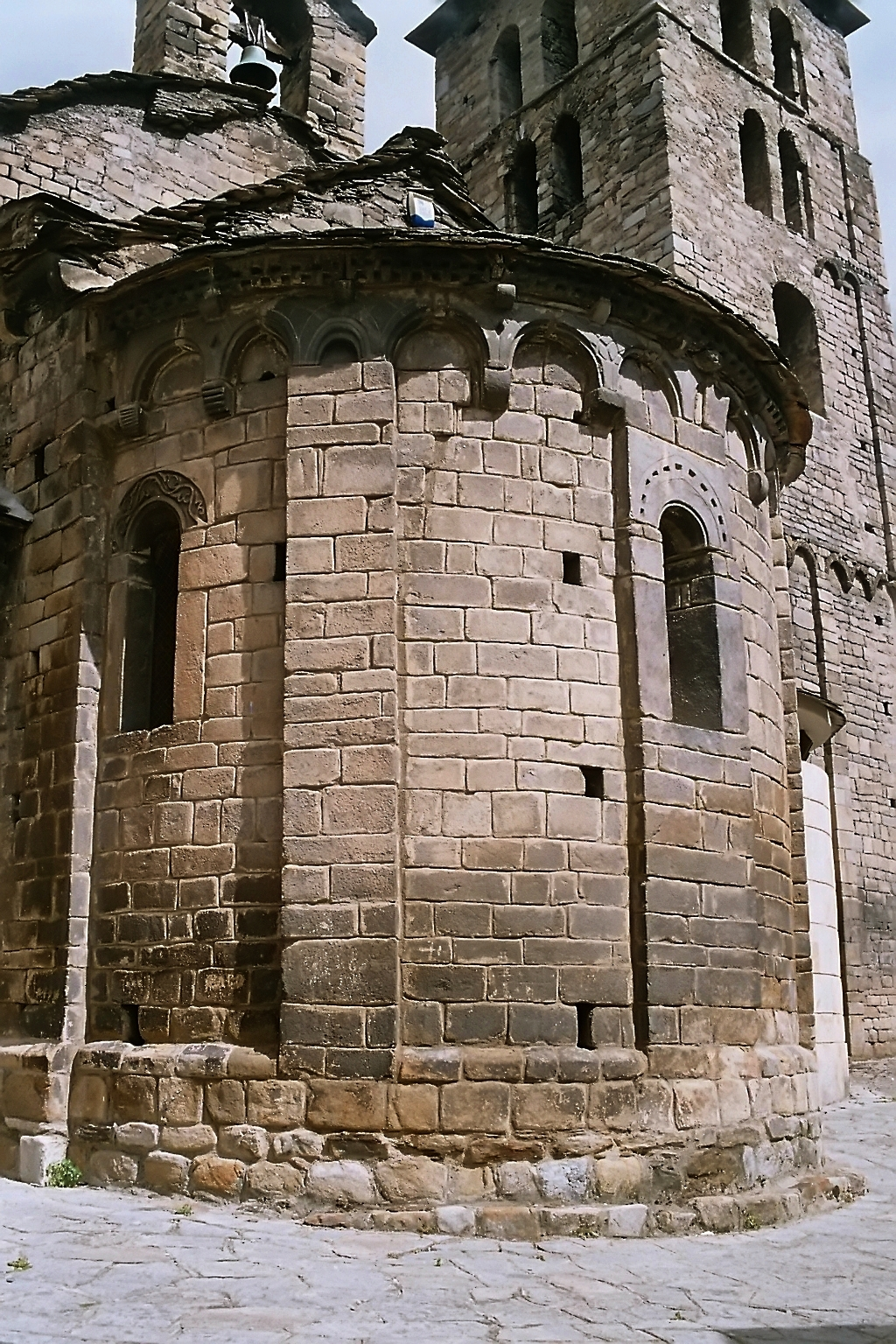
L'abside centrale

### Le chevet

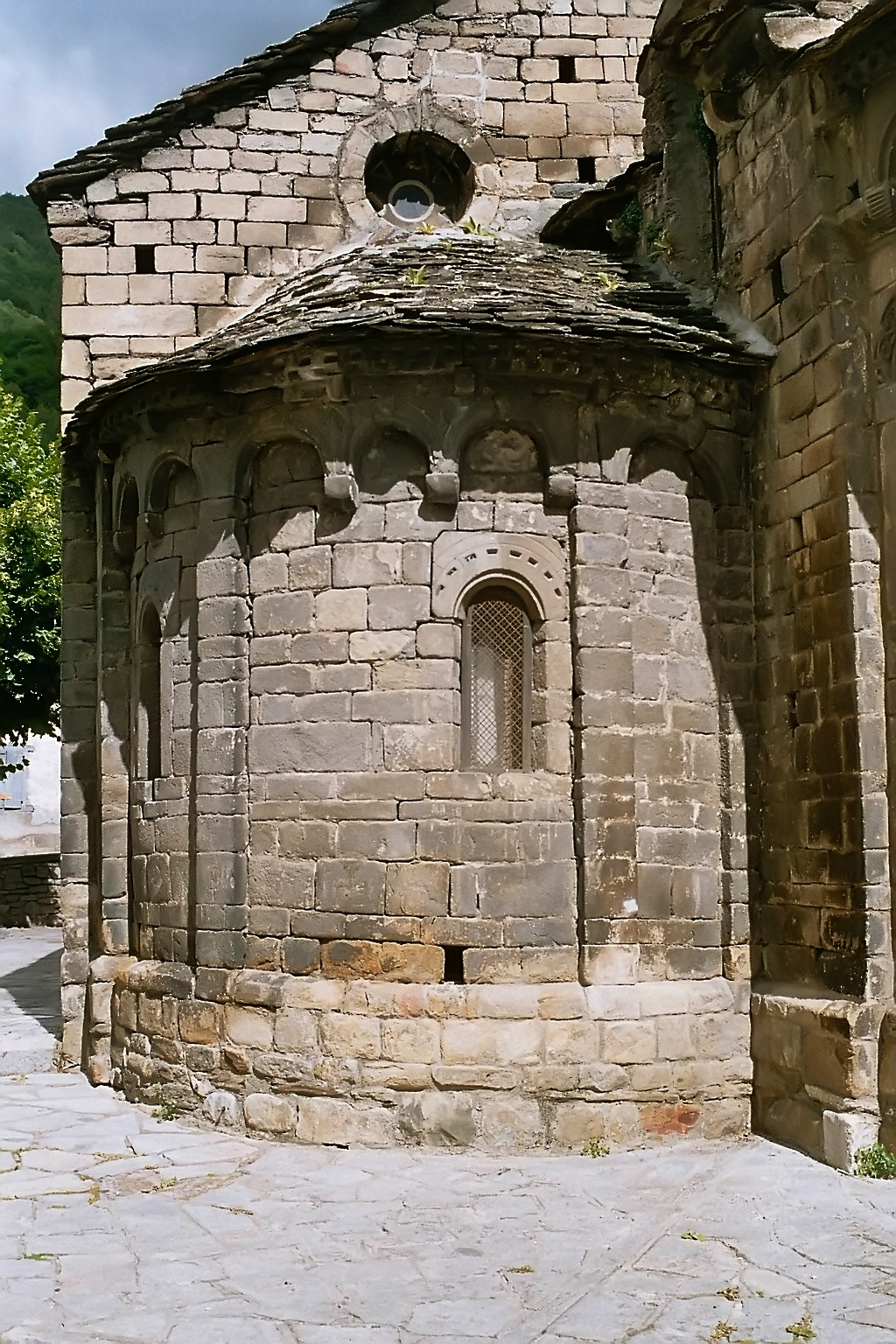
L'absidiole

L'église possède un chevet roman lombard asymétrique composé d'une abside semi-circulaire flanquée d'une seule absidiole d'époque romane.
L'abside et son absidiole, édifiées en pierre de taille comme l'ensemble de l'édifice, présentent une décoration de bandes lombardes composées de lésènes et d'arcatures.
Leurs arcatures lombardes sont surmontées d'une corniche ornée d'une frise en damier et soutenue par des modillons non sculptés. Les arcatures elles-mêmes sont supportées par des culots prenant par endroits la forme de modillons à copeaux.
L'abside et l'absidiole sont percées chacune de plusieurs fenêtres à simple ébrasement surmontées d'un arc taillé d'un seul bloc et orné, selon le cas, soit de motifs végétaux stylisés, soit de simples incisions rectangulaires qui rappellent les frises en damier qui ornent la corniche du chevet ainsi que les deux portails.
Le mur pignon auquel s'adosse le chevet est percé de cinq oculi.

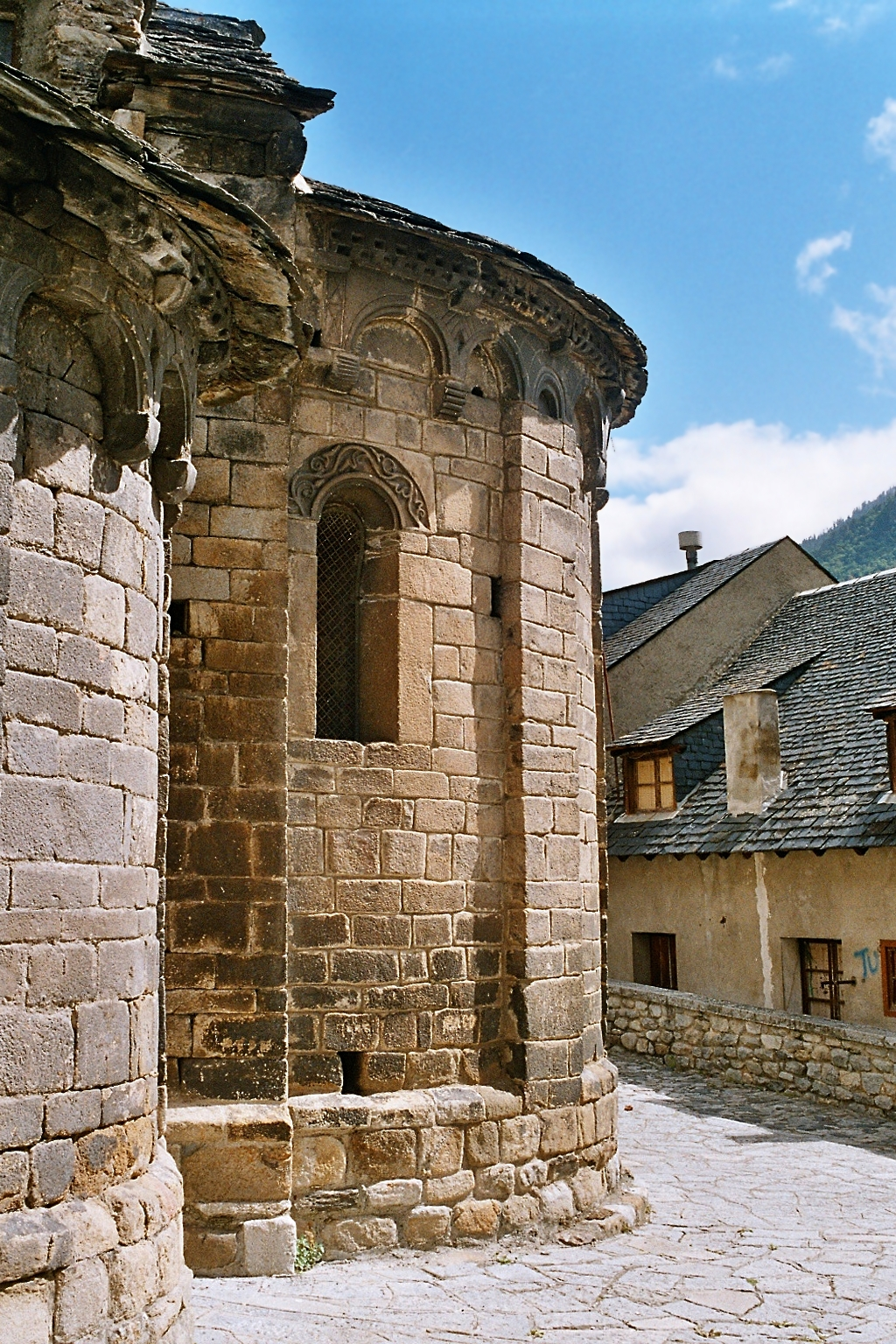
L'absidiole et l'abside

### Le clocher

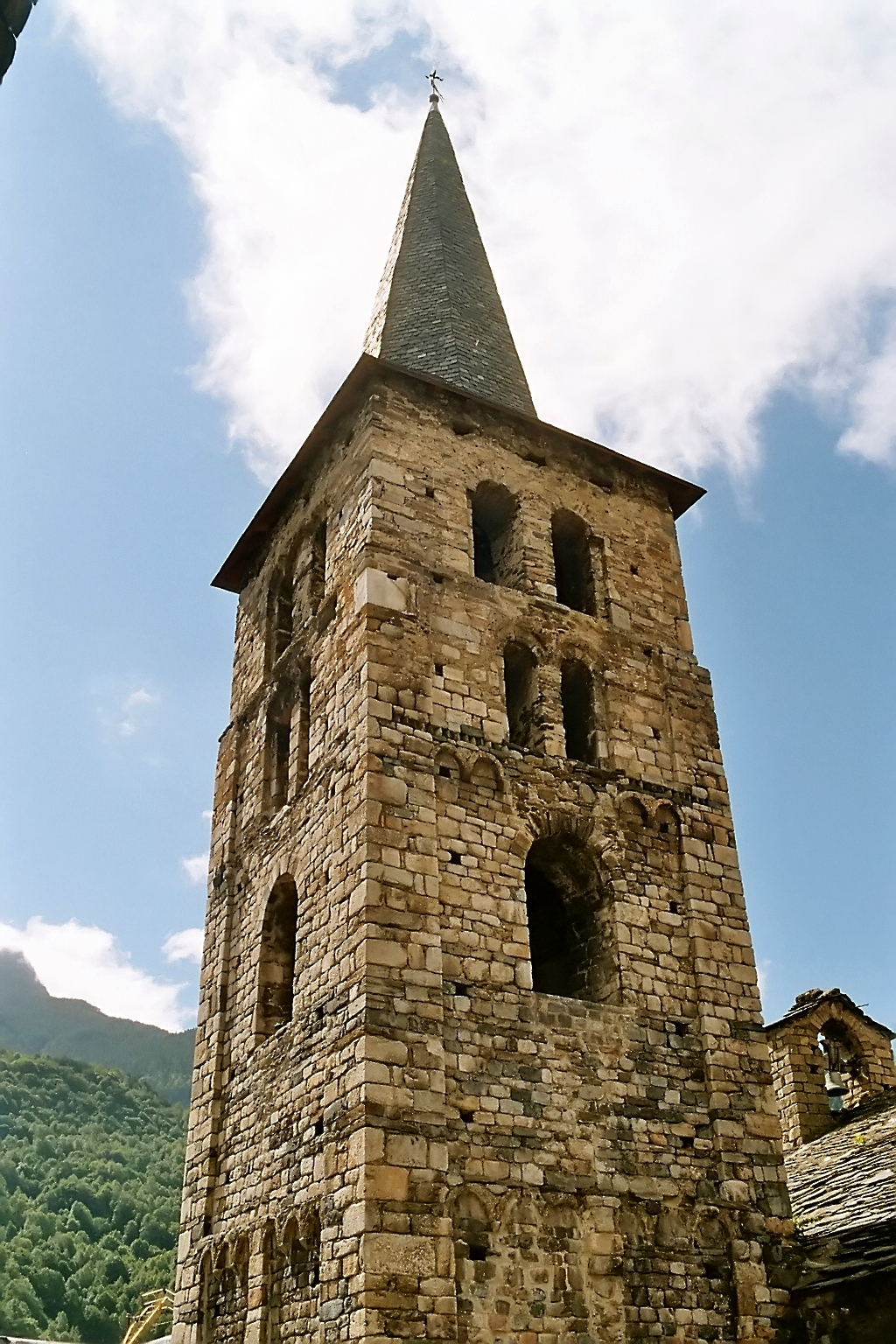
Le clocher

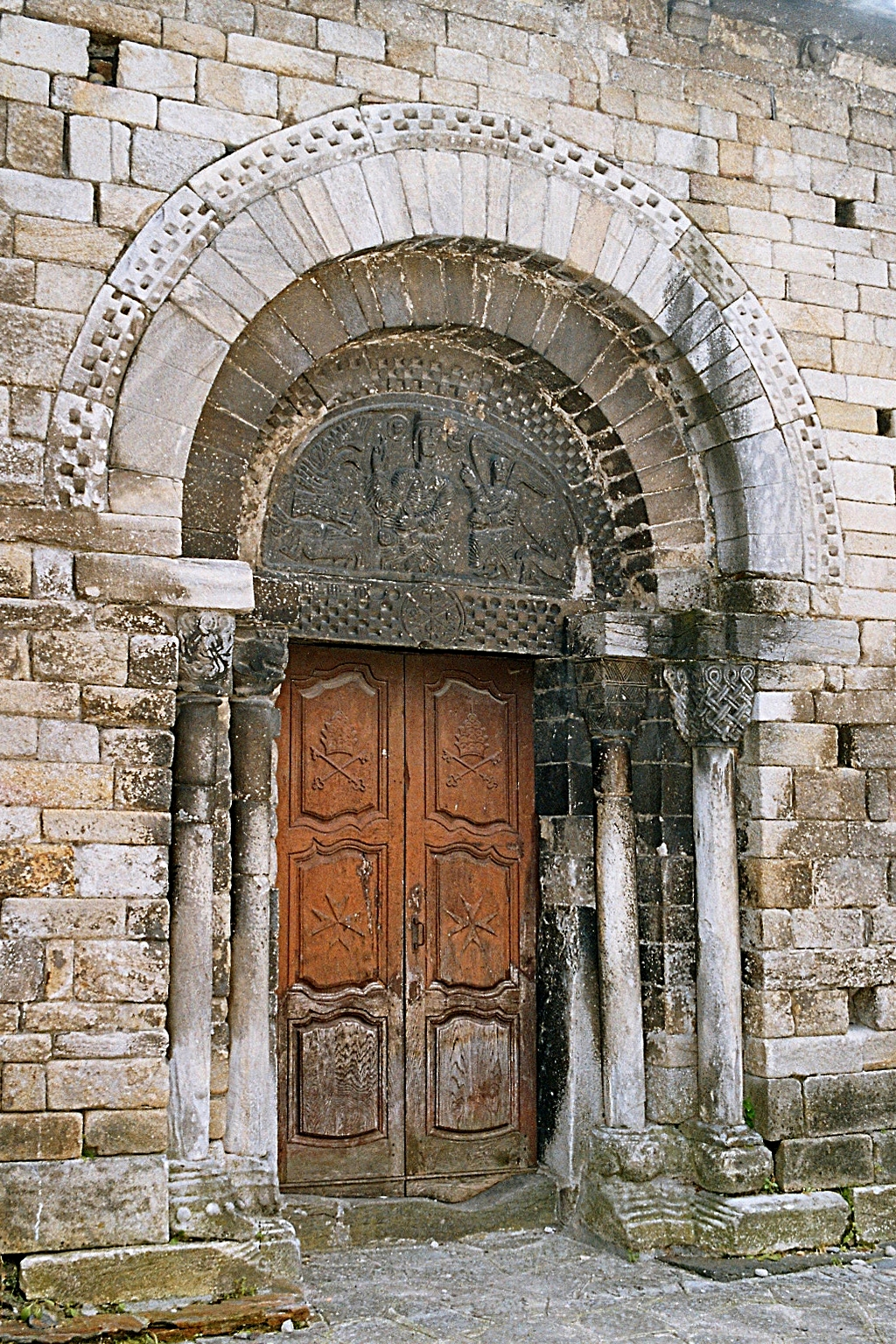
Le portail septentrional

L'église possède un clocher orné de bandes lombardes aux deux niveaux inférieurs.
Chacune de ses faces est percée de fenêtres simples au premier étage et de fenêtres géminées aux deuxième et troisième étages. Le premier et le deuxième étages sont séparés par une frise de dents d'engrenage.

### La façade méridionale
La façade méridionale, rythmée par ses contreforts, est couronnée par une corniche soutenue par des modillons géométriques ou à copeaux.
Elle est percée d'un portail du XIIIe siècle dont le tympan, porté par un linteau sculpté, est orné d'un chrisme et surmonté de trois arcs ogivaux dont le dernier est bordé d'une frise de boules et d'une frise en damier.

### Le portail septentrional
L'église possède, fait assez rare, un deuxième portail, sur la façade nord, plus beau encore que le premier.
La porte de ce portail du XIIe siècle est encadrée de quatre colonnes surmontées de chapiteaux ornés d'entrelacs, de motifs géométriques ou de motifs animaux, qui supportent une archivolte composée de deux voussures non ornées bordées d'une frise de boules et d'une frise en damier.
Le tympan en marbre gris, porté par un linteau orné d'un chrisme et d'une frise en damier, représente le Christ en gloire entouré par le tétramorphe, constitué par le symbole des quatre évangélistes.

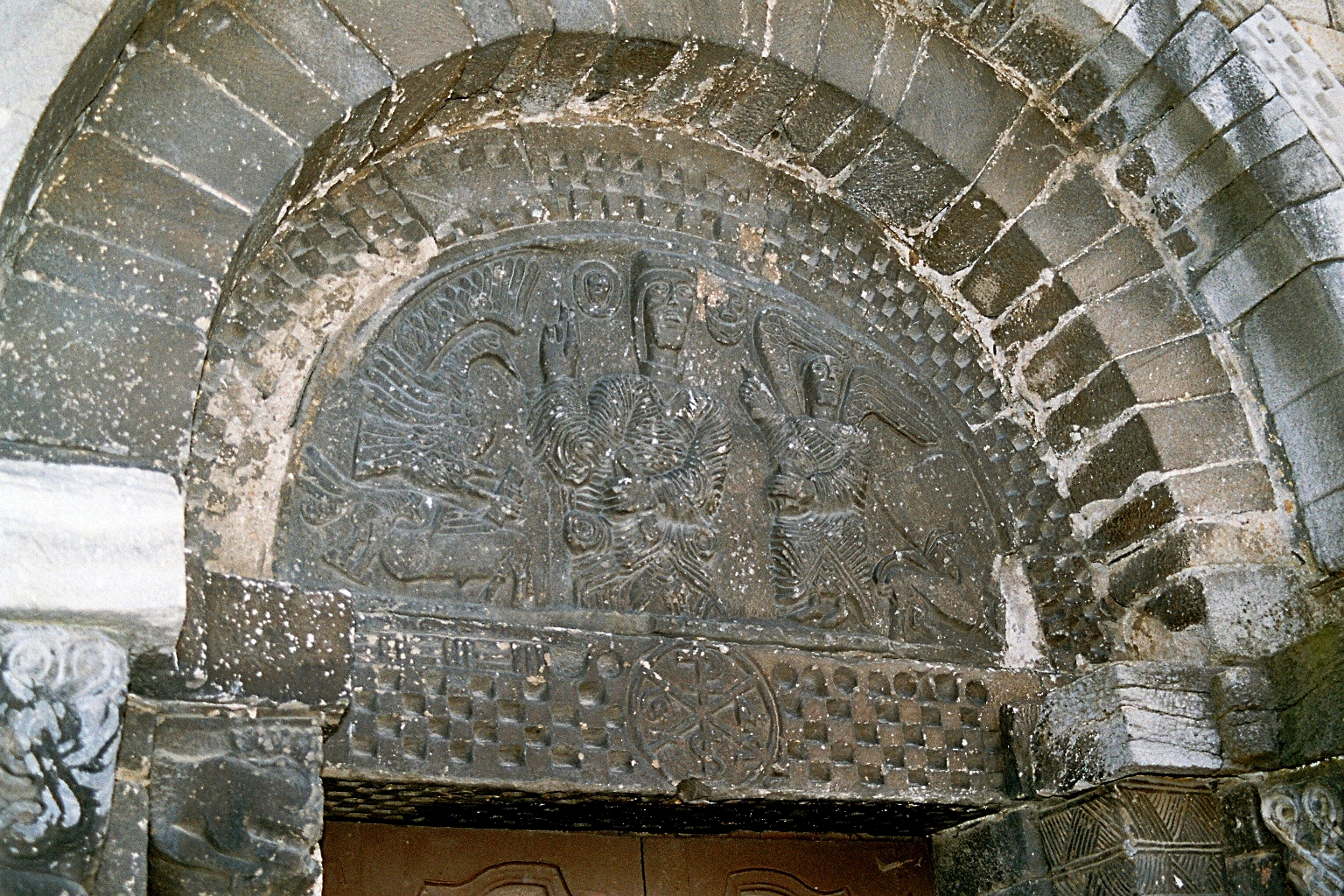
Le tympan avec le Christ en gloire entouré par le tétramorphe

### L'intérieur
L'intérieur est constitué d'une nef de quatre travées voûtée en berceau et séparée des collatéraux par des piliers ronds massifs et courts, surmontés de simples tailloirs carrés. Les collatéraux sont voûtés en quart de cercle.
Le chœur, voûté en cul de four, est précédé d'une travée de chœur séparée de la nef par un arc triomphal légèrement brisé dont les claveaux sont plus larges à la clé qu'aux sommiers (c'est-à-dire au sommet qu'à la base). L'arc triomphal est surmonté de trois oculi.
Le collatéral droit se termine par une chapelle logée dans l'absidiole qui flanque l'abside centrale.

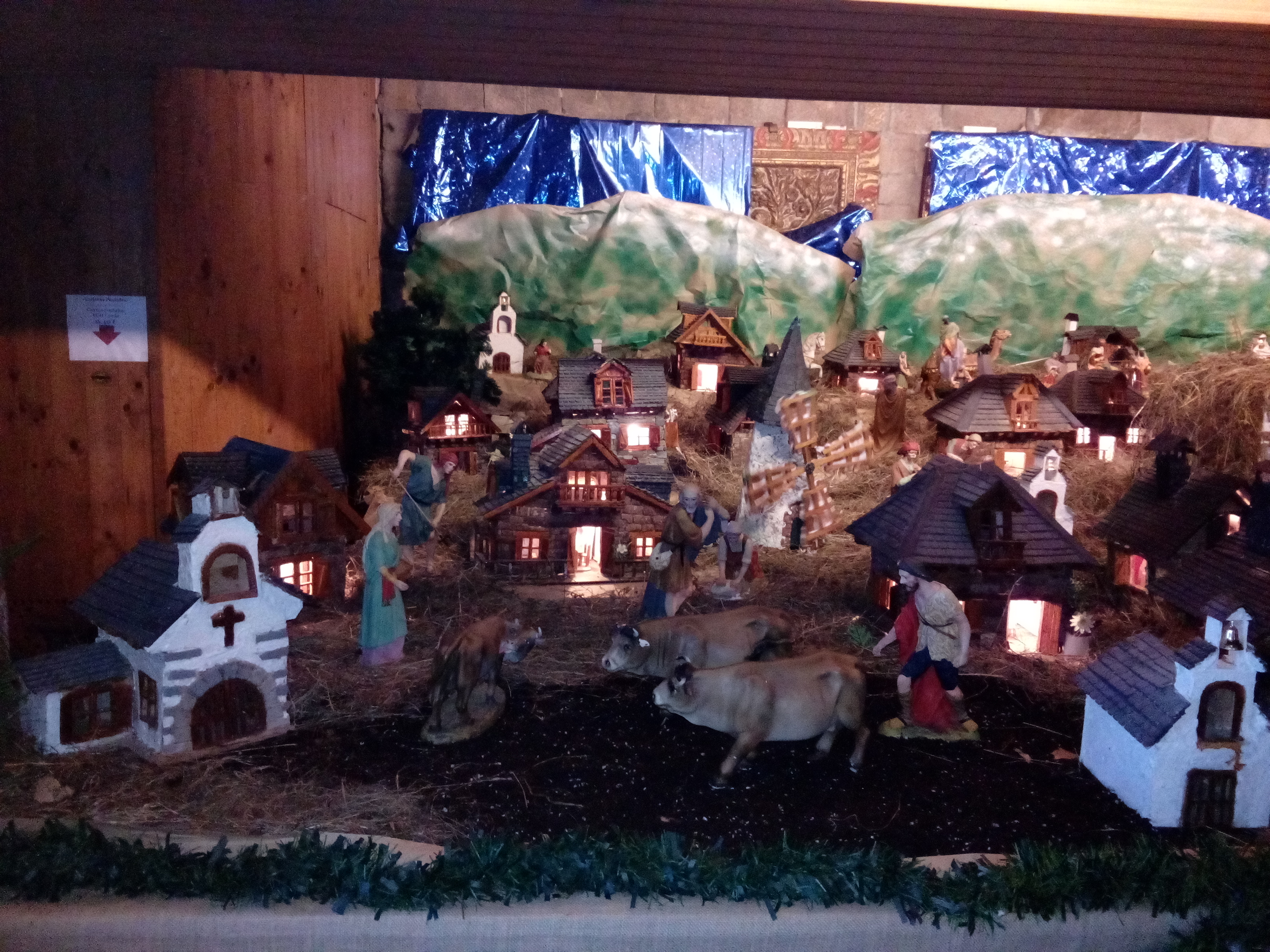
Crèche de Noël
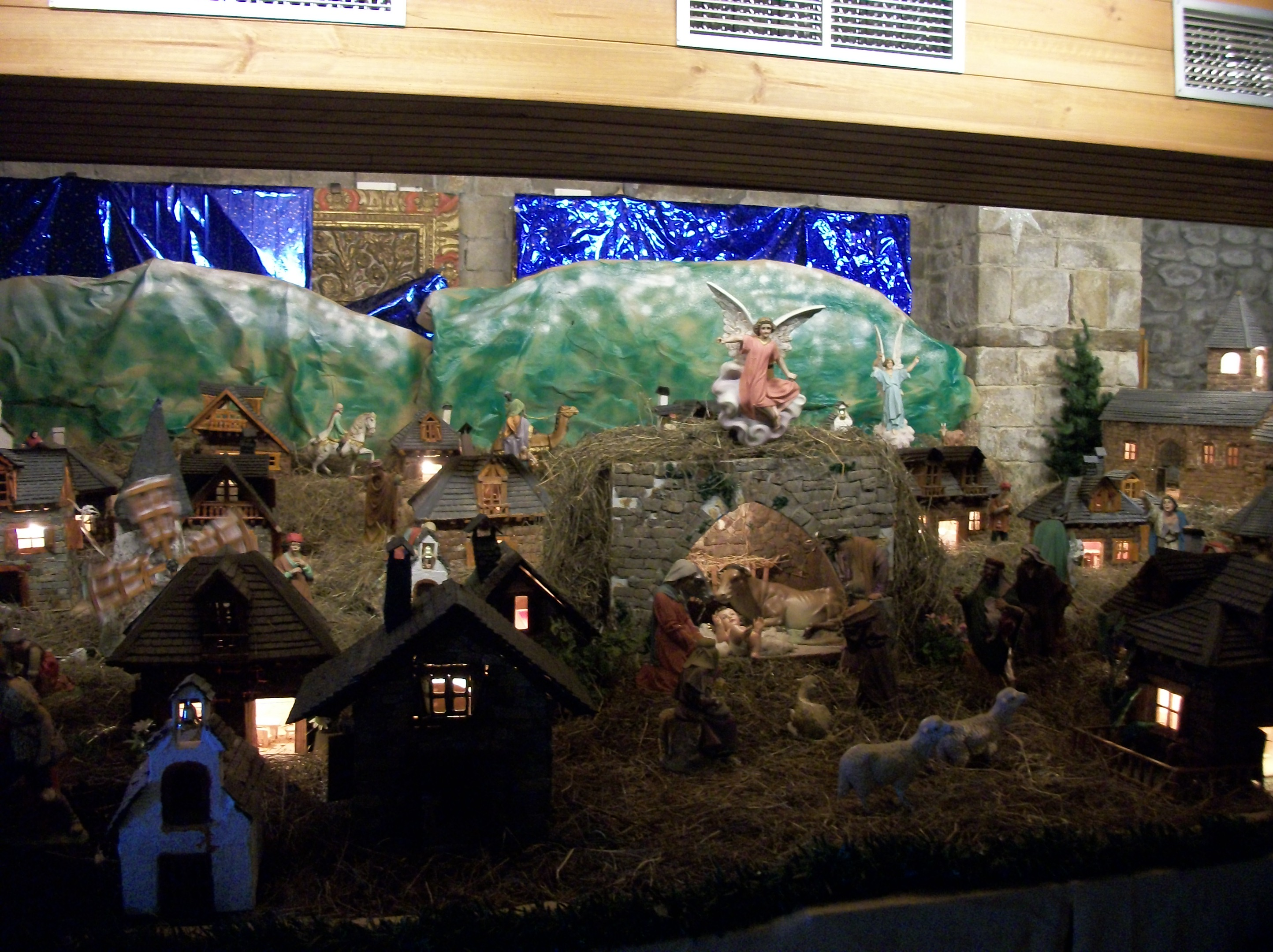
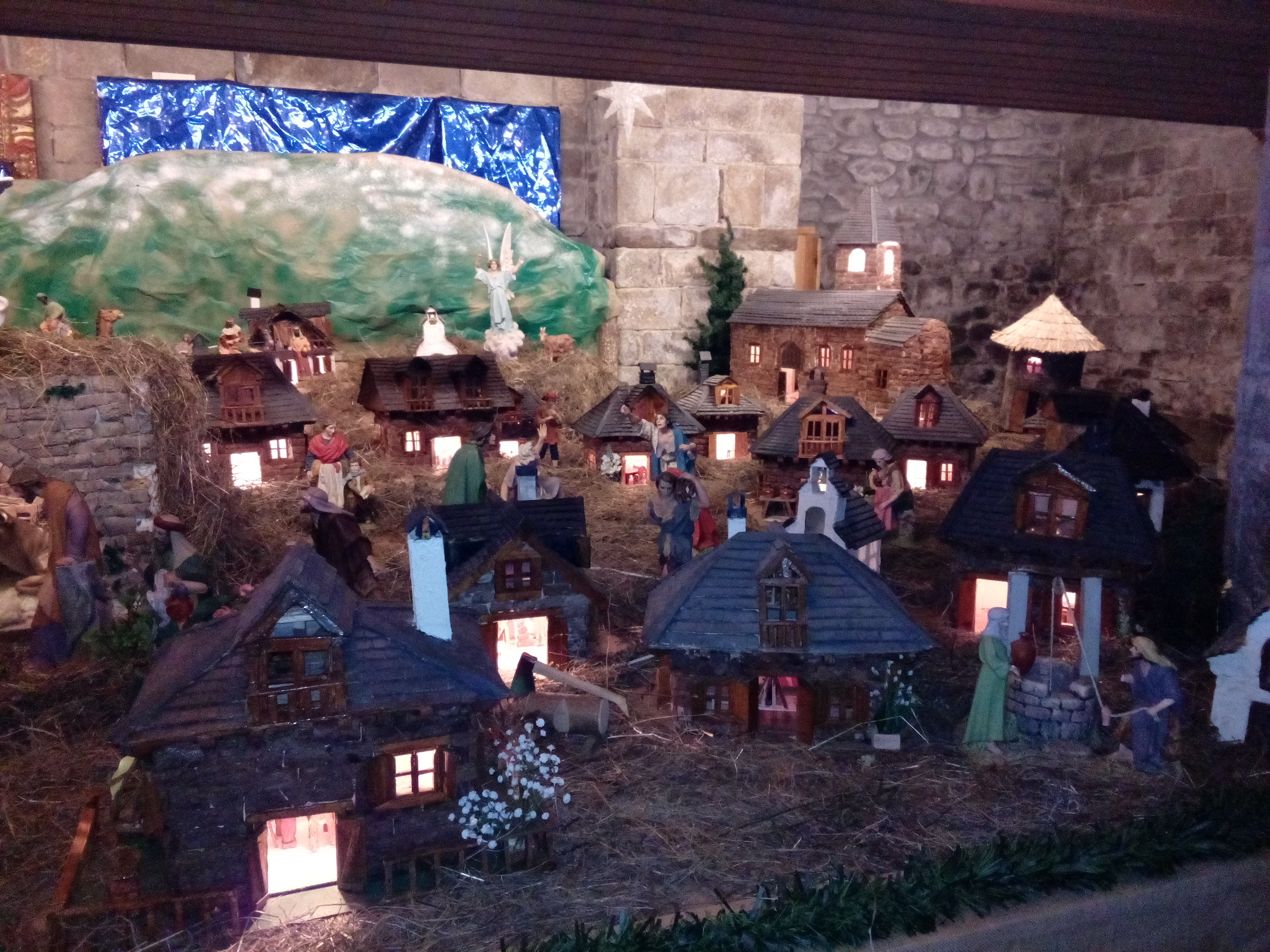
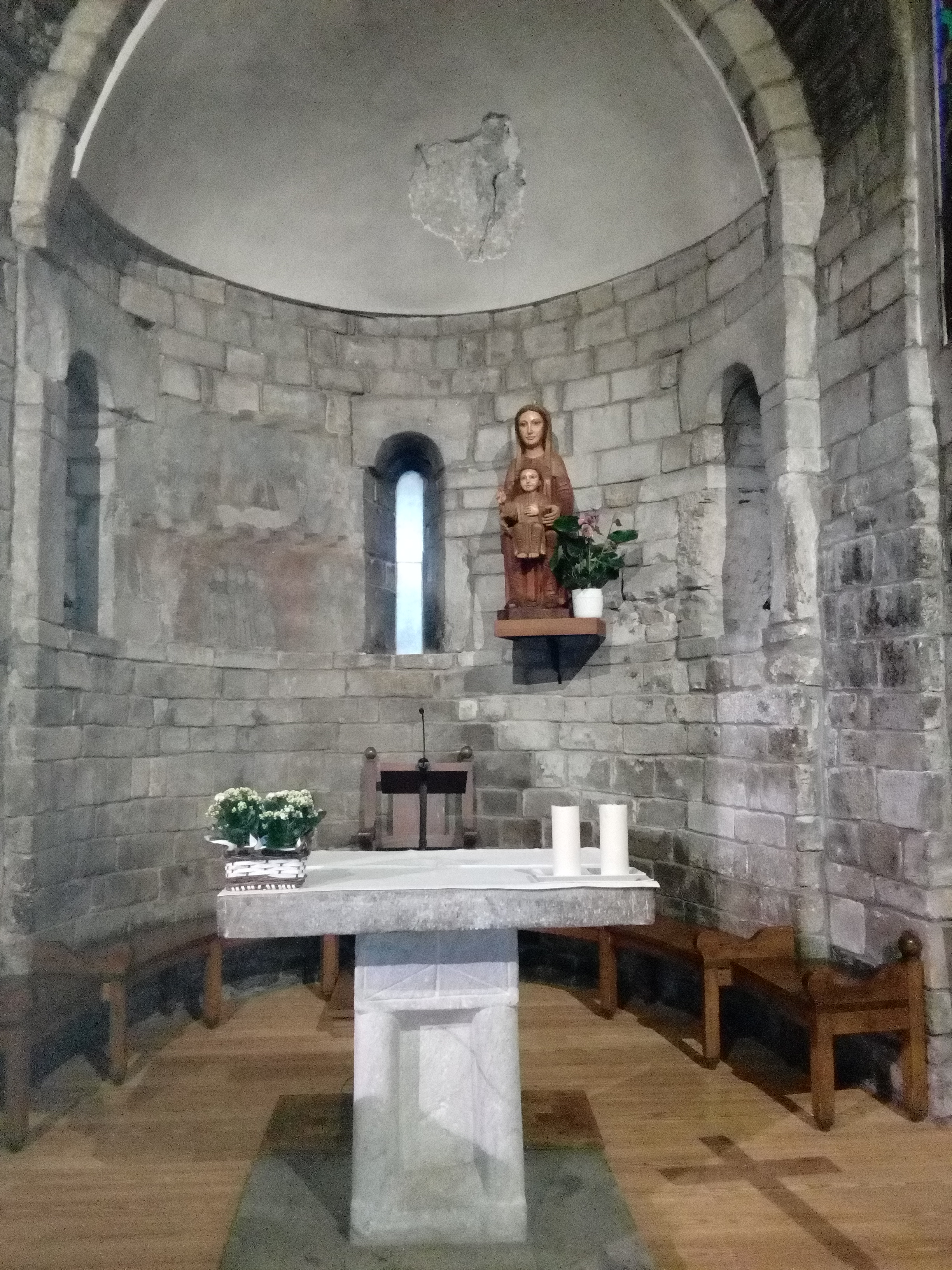
Marie et son enfant, Jésus